# 立石街道・おおと越

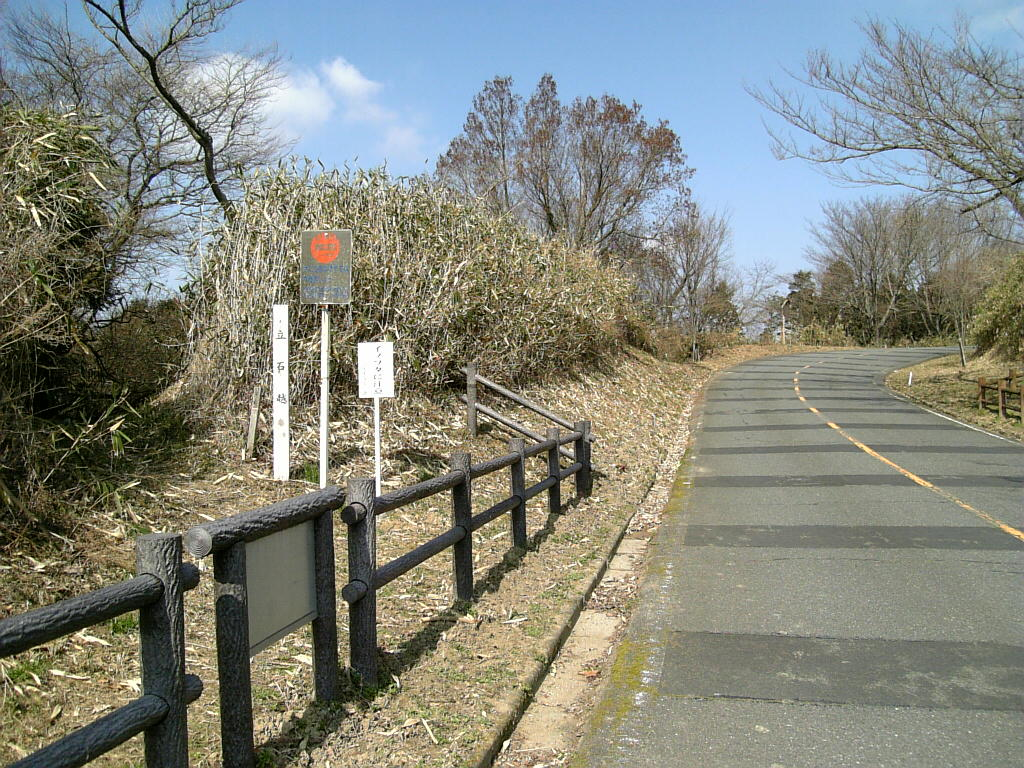
立石越（八尾市大窪・平群町久安寺、信貴生駒スカイライン交点）

立石街道（たていしかいどう）および おおと越は、大阪府八尾市 と 奈良県生駒郡平群町を山越えで結んでいる街道。 大阪と奈良を結ぶ奈良街道の一つとして整備され、信貴山に朝護孫子寺が開かれてからは、その参拝道としても機能した。
途中の八尾市服部川地区で両者は分岐するが、本頁ではまとめて記載する。

## 概要

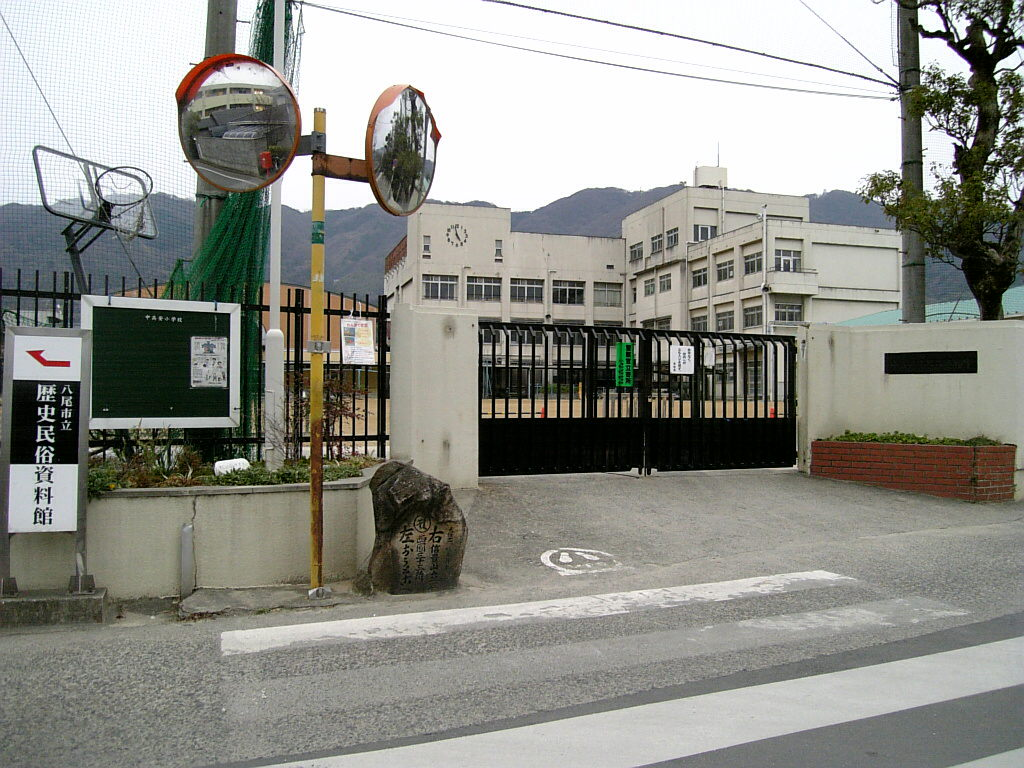
中高安小学校の校門前に「立石街道」と「おうと越」の分岐点を示している道標がある。

八尾寺内町（現在の大阪府八尾市本町）で八尾街道、河内街道と別れ、まっすぐ東へ進む。現在は寺内町外れ（西武百貨店八尾店付近）で近鉄大阪線の高架が斜めに横切っている。山本地区（近鉄河内山本駅北側付近）を通り過ぎ、大阪外環状線、東高野街道を横切り、服部川地区の中高安小学校前で「立石街道」と「おおと越え」が右と左に分かれる。
立石街道の山越え道は現在でもハイキング道として利用されている。八尾市内の平坦区間と平群町内は地元集落の生活道路であるが、八尾市内においては部分的には幹線道路の抜け道として利用され、すれ違い渋滞も頻発している。 平群町内では一部区間が県道250号線に指定されている。
おおと越の山間部は、雑草や雑木に埋もれていて既に廃道同然となっている。

### 立石街道
立石街道は、峠の名称を含め、「立石越」とも言い、八尾市服部川でおおと越と分かれると少し南にずれ、近鉄信貴線をかすめながら東進、山道（現在は荒れたハイキング道）を進む。9合目付近で左右に分かれる場所があり、間の見上げた場所に地蔵を模った高さ1メートルほどの道標がある。右（南側）へ少し進むと立石越で奈良県に入る。峠付近で信貴山へ至る道と分かれる。平群町久安寺地区では、すぐ近く南側に信貴山を見渡せる。信貴畑地区、椹原地区を通り、麓の西宮地区で清滝街道に合流する。 
奈良県側では道標に「椹原道」と記されているものも存在する。信貴畑地区では道が多く入り組んでいてわかりにくいが、ハイキング道としての案内標示が充実しているため、地図を所持していなくても道に迷いにくい。反面、大阪府側は山越えに関する案内板は少ない。 

### おおと越

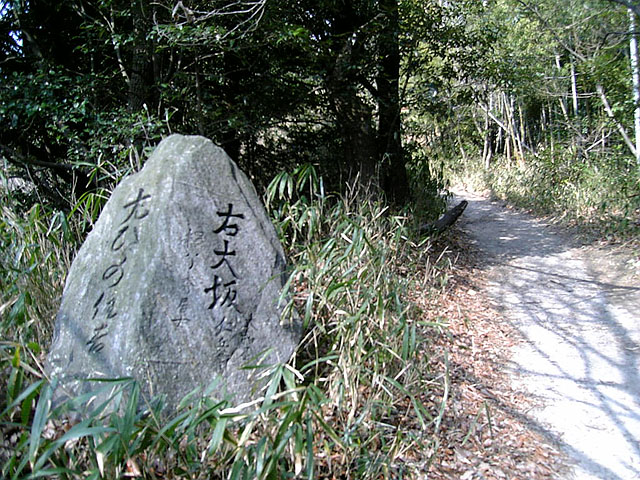
十三街道・おおと越分岐点にある道標（平群町福貴畑地区）

おおと越は、元は「大道越」「おうとうごえ」などと呼ばれていたようであるが、いつしか、「おうとごへ」→「おと」などと短く訛って呼ばれるようにもなった。 桃林堂前の道標は「をうとう越」、中高安小学校前の道標は「おうと越」、玉祖神社近くの道標は「おと越」となっている。 なお、八尾市は看板などで「おと越」と案内している。
八尾市服部川で立石街道と分かれると中高安小学校の北側をかすめ通って東進、少しずつ北に向きを変えながら古い民家が立ち並ぶ坂道を登っていく。このあたりの道は入り組んでいて分かりにくいが、ガードレールや電柱のいたる所に黒い文字で「おうとごえ」「おうと」「オト」などと矢印とともに落書きされており、道標となっている。（だれが何の目的で書いたかは不明。） 玉祖神社を遠くに見渡せる場所で山道に向かうが、前述のとおり廃道同然となっており、前述の落書き道標は用を成さない。 
奈良県側では、落書きの類を含めて おおと越を示す道標は十三街道との分岐点に存在する。石造りの道標には「左 ひらの 住吉」と記されており、「おおと越」の名称は認知されていないようである。 道としては分岐点から雑草に埋もれてしまっており、道標がないとそこに道があったことさえ見落としてしまいそうな状況である。

## 経由地（沿線施設等）
（立石街道についてのみ記載する。）
八尾市
- 桃林堂・板倉家住宅
- 西武百貨店八尾店
- 八尾市文化会館（プリズムホール）
- 楠根川
- メロディアン本社工場（少し北に離れている）
- 天台院（少し北に入る）
- 玉串川・山本八幡宮
- 恩智川
- 国道170号大阪外環状線（服部川西交差点）
- 国道170号（東高野街道：服部川交差点）

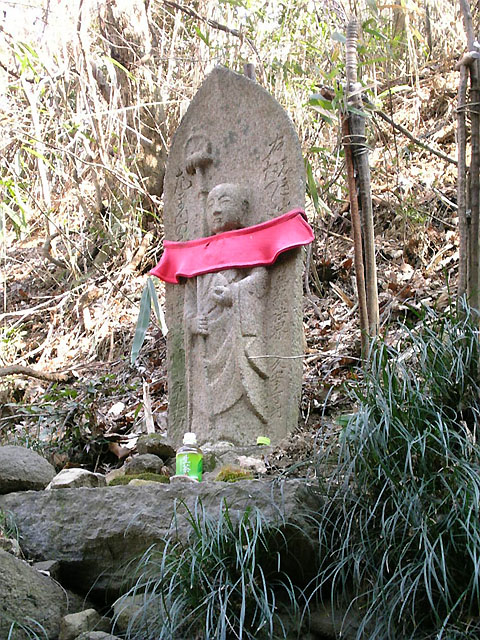
立石街道の山道9合目付近にある道標（八尾市大窪地区山中）。地蔵菩薩を模っている。久安寺集落の住民が設置したとされる。

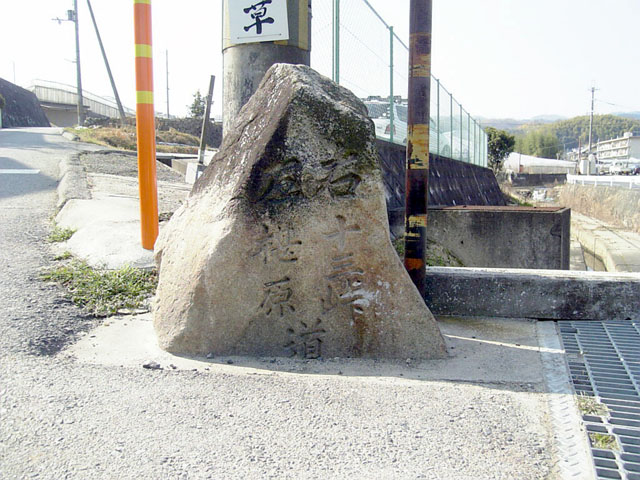
椹原道・十三街道 道標（平群町椹原地区）

- 八尾市立中高安小学校（立石街道、おおと越分岐点）
- 近鉄服部川駅
- 服部川八幡宮
- 俊徳丸鏡塚（少し北に離れている）
- 来迎寺
- 不動院
- （この間は完全な登山道となっている）
- 立石越
- 一元の宮

平群町
- 信貴生駒スカイライン（本道がオーバークロスする）
- 「信貴山奥の院」を含めていくつかの小さな寺院が付近に点在しているが、沿道からは少し離れている。
- 奈良県道250号平群信貴山線（わずかに重複する）
- 近鉄竜田川駅
- 平群町保健福祉総合センター（プリズムへぐり）
- 竜田川

## 参考資料
- 武藤善一郎著「大阪の街道と道標」改訂版 (ISBN 4-88325-203-5)